# Comitatul de Brienne
Comitatul de Brienne a fost un comitat medieval din Franța, situat în jurul orașului Brienne-le-Château.

## Conți de Brienne
- Engelbert al III-lea
- Engelbert al IV-lea
- Valter I (? – cca. 1090)
- Erard I (cca. 1090 – cca. 1120?)
- Valter al II-lea (cca. 1120? – cca. 1161)
- Erard al II-lea (cca. 1161 – 1191)
- Valter al III-lea (1191–1205)
- Valter al IV-lea (1205–1246)
- Ioan (1246– cca. 1260)
- Ugo (cca. 1260–1296)
- Valter al V-lea (1296–1311)
- Valter al VI-lea (1311–1356)
- Isabela (1356–1360) împreună cu fiul său:
- Sohier (1356–1364)
- Valter al VII-lea (1364–1381)
- Ludovic I (1381–1394)
- Margareta (1394–1397) cu soțul ei:
- Ioan de Luxemburg, senior de Beauvoir (1394–1397)
- Petru I, conte de Saint-Pol (1397–1433)
- Ludovic I de Saint-Pol (1433–1475)
- Petru al II-lea de Saint-Pol (1475–1481)
- Anton I de Ligny (1481–1519)
- Carol I de Ligny (1519–1530)
- Anton al II-lea de Ligny (1530–1557)
- Ioan al III-lea de Ligny (1557–1576)
- Carol de Brienne (1576–1608) (numit duce de Brienne în 1587; titlu eliminat după moartea sa)
- Luiza de Brienne (1608–1647)
- Luiza de Béon (1647–?) cu soțul ei:
  - Henric-August de Loménie, conte de Brienne (1647–1666)
- Ludovic Henric de Loménie, conte de Brienne (1666–1698)
- Nicolae de Loménie, conte de Brienne (1698–1758)
- Atanasie Ludovic Marie de Loménie, conte de Brienne (1758–1794)